# Malaltia de Dent
La malaltia de Dent (o síndrome de Dent) és una malaltia amb herència recessiva lligada al cromosoma X que afecta els túbuls renals proximals del ronyó. És una de les causes de la síndrome de Fanconi i es caracteritza per proteïnúria tubular, hipercalciúria (excés de calci a l'orina), formació de càlculs renals de calci, nefrocalcinosi i insuficiència renal crònica.
La "malaltia de Dent" s'utilitza sovint per descriure tot un grup de trastorns familiars, inclosa la nefrolitiasi recessiva lligada al cromosoma X amb insuficiència renal, el raquitisme hipofosfatèmic recessiu lligat al cromosoma X, i la proteïnúria amb baix pes molecular japonesa i idiopàtica. Al voltant del 60% dels pacients tenen mutacions en el gen CLCN5 (Dent 1), que codifica un antiportador de clor / protó específic de ronyó i el 15% dels pacients tenen mutacions en el gen OCRL1 (Dent 2).